# Sebastián Heiland
Jorge Sebastián Heiland (Cipolletti, Rio Negro, 5 de febrero de 1987) es un boxeador profesional de nacionalidad argentina y excampeón internacional del Consejo Mundial de Boxeo en la categoría mediano. Apodado «El Gaucho de Pigüé», Heiland inició su carrera a los 20 años y tuvo su debut profesional el 7 de abril de 2007. Luego de realizar varias peleas en el ámbito nacional con un récord invicto, Heiland consiguió su primera oportunidad por el título mundial contra Sebastian Zbik, sin embargo el resultado marcó su primera derrota profesional. Posteriormente su victoria contra Blli Godoy en el 2013, lo consagró como campeón internacional CMB.
Actualmente Heiland cuenta con treinta y un peleas profesionales, recolectando veinticinco victorias, cuatro derrotas y dos empates. Asimismo, está posicionado como número uno, entre los mejores púgiles medianos del consejo mundial de boxeo, y sostiene notables victorias ante Mateo Veron y Matthew Macklin.

## Carrera profesional
Jorge Sebastián Heiland nació en Cipolletti, Rio Negro, el 5 de febrero de 1987. Luego de una considerable carrera como boxeador aficionado, Heiland se profesionalizo a los 20 años y debutó en el 2007 contra el porteño Ceferino Coronel, en la categoría mediando. Su primera pelea en el ámbito profesional resultó en victoria y posteriormente en su consagración como campeón Latino CMB, al derrotar por decisión unánime a Gaston Vega. Habiendo realizado varias defensas como local, en el 2010 Heiland partió hacia Alemania para enfrentar a Sebastian Zbik por el título mundial. No obstante el resultado de la contienda marco su primera derrota profesional. Con la llegada del año 2013, Heiland recuperó el título Latino CMB y más adelante fue coronado como campeón internacional del Consejo Mundial de Boxeo, tras derrotar por nocaut a su contrincante Billi Godoy.

### Sebastián Heiland contra Matthew Macklin
Luego de haber destronado a Billy Godoy para convertirse en el campeón internacional CMB, el inicio de 2014 vio al pulgil mediano obtener dos victorias consecutivas ante Cesar Reynoso y Mateo Veron. Para finales de ese mismo año, Heiland realizó su primera defensa internacional. El combate, pactado a doce vueltas, tuvo lugar en Dublín, Irlanda frente al veterano y ex campeón de la Unión Europea de Boxeo Matthew Macklin.
En una primera instancia la agresividad del inglés Macklin parecía tener controlado a Heiland, sin embargo este patrón cambio inmediatamente con el inicio del segundo asalto. La fuerza física y agilidad del argentino, lograron descomponer al inglés, quien para el quinto asalto, mostraba signos de cansancio. Eventualmente Macklin encontró la energía suficiente para combinar varios golpes al cuerpo, pero la presión impuesta por Heiland demostró ser suficiente para fatigar al inglés, quien en el décimo asalto, se vio atrapado en su propia esquina por una mano izquierda recta y un gancho a la mandíbula. La victoria por nocaut en el décimo asalto, le propinó a Heiland una primera defensa exitosa del cinturón CMB.

## Récord profesional
| 29 victorias (14 por knockout, 14 por decisión, 1 por descalificación), 5 derrotas (4 por decisión, 1 por knockout), 2 empates |     |        |                            |      |                |                    |                                                                   |                                                         |
| N.º | Re. | Récord | Oponente                   | Tipo | Asalto, tiempo | Fecha              | Locación                                                          | Notas                                                   |
| 36 | D   | 29-5-2 | Jermall Charlo             | KO   | 4 (12), 2:13   | Jul 29, 2017       | Barclays Center, New York City, New York, U.S.                    | WBC Final Eliminator                                    |
| 34 | V   | 28–4–2 | Ángel Hernández            | TKO  | 2 (8), 0:47    | Sep 9, 2016        | Santander Arena, Pensilvania, Estados Unidos                      |                                                         |
| 33 | V   | 27–4–2 | Martin Fidel Rios          | DU   | 10             | Abr 9, 2016        | Club Rivadavia, Necochea, Buenos Aires                            |                                                         |
| 32 | V   | 26–4–2 | Claudio Ariel Abalos       | KO   | 6 (10)         | Sep 19, 2015       | Club Rivadavia, Necochea, Buenos Aires                            | Retuvo el título CMB Internacional de peso mediano      |
| 31 | V   | 25–4–2 | Matthew Macklin            | KO   | 10 (12), 0:42  | Nov 15, 2014       | 3Arena, Dublín, Irlanda                                           | Retuvo el título CMB Internacional de peso mediano      |
| 30 | V   | 24–4–2 | Mateo Damian Veron         | TKO  | 5 (8), 0:55    | Sep 19, 2014       | Anfiteatro Municipal, Villa María, Córdoba                        |                                                         |
| 29 | V   | 23–4–2 | Cesar Hernan Reynoso       | TKO  | 5 (8), 1:23    | Jun 6, 2014        | Villa La Ñata Sporting Club, Benavídez, Buenos Aires              |                                                         |
| 28 | V   | 22–4–2 | Billi Facundo Godoy        | KO   | 12 (12), 1:50  | Nov 29, 2013       | Estadio Ruca Che, Neuquén, Neuquén                                | Ganó el título CMB Internacional de peso mediano        |
| 27 | D   | 21–4–2 | Mateo Damian Veron         | DM   | 10             | Jul 28, 2013       | Auditorio Presidente Néstor Kirchner, Tapiales, Buenos Aires      |                                                         |
| 26 | V   | 21–3–2 | Douglas Damiao Ataide      | DC   | 6 (10), 2:54   | Mar 6, 2013        | Centro de Educación Física N.º 83, Pigüé, Buenos Aires            | Ganó el título vacante CMB Latino de peso mediano       |
| 25 | V   | 20–3–2 | Mateo Damian Veron         | DM   | 8              | Sep 22, 2012       | Estadio Luna Park, Buenos Aires, Distrito Federal                 |                                                         |
| 24 | D   | 19–3–2 | Billi Facundo Godoy        | DU   | 12             | Jul 7, 2012        | Estadio Ruca Che, Neuquén, Neuquén                                | Por el título vacante CMB Internacional de peso mediano |
| 23 | E   | 19–2–2 | Cristian Fabian Rios       | DD   | 6              | Mar 24, 2012       | Salón de los Bomberos Voluntarios, General Villegas, Buenos Aires |                                                         |
| 22 | V   | 19–2–1 | Esteban Waldemar Ponce     | DU   | 6              | Dic 9, 2011        | Salón de los Bomberos Voluntarios, General Villegas, Buenos Aires |                                                         |
| 21 | E   | 18–2–1 | Mateo Damian Veron         | DD   | 8              | Sep 10, 2011       | Polideportivo Municipal, Colonia 25 de Mayo, La Pampa             |                                                         |
| 20 | V   | 18–2   | Sergio Jose Sanders        | DU   | 10             | 21 de mayo de 2011 | Centro de Educación Física N.º 83, Pigüé, Buenos Aires            |                                                         |
| 19 | V   | 17–2   | Ruben Silva Diaz           | KO   | 2 (10), 2:58   | Mar 25, 2011       | Salón de los Bomberos Voluntarios, General Villegas, Buenos Aires |                                                         |
| 18 | D   | 16–2   | Nilson Julio Tapia         | DU   | 10             | Oct 2, 2010        | Arena Roberto Durán, Panama City, Panamá                          | Por el título vacante CMB Fedelatin de peso mediano     |
| 17 | D   | 16–1   | Sebastian Zbik             | DU   | 12             | Jun 31, 2010       | O2 World, Hamburgo-Altona, Alemania                               | Por el título interino CMB mediano                      |
| 16 | V   | 16–0   | Alejandro Gustavo Falliga  | DU   | 10             | 15 de mayo de 2010 | Estadio Luna Park, Buenos Aires, Distrito Federal                 | Ganó el título CMB Latino de peso mediano               |
| 15 | V   | 15–0   | Joilson Morais Silva       | KO   | 2 (10), 1:53   | Abr 10, 2010       | Ce.De.M. N° 2, Caseros, Buenos Aires                              | Retuvo el título interino CMB Latino de peso mediano    |
| 14 | V   | 14–0   | Orlando Torres             | DU   | 10             | Nov 4, 2009        | Club del Progreso, General Roca, Río Negro                        | Ganó el título interino CMB Latino de peso mediano      |
| 13 | V   | 13–0   | Gaston Alejandro Vega      | DU   | 10             | Oct 19, 2009       | General Roca, Río Negro                                           | Ganó el título vacante CMB Latino de peso mediano       |
| 12 | V   | 12–0   | Orlando Torres             | DU   | 8              | Jun 26, 2009       | Estadio Luna Park, Buenos Aires, Distrito Federal                 |                                                         |
| 11 | V   | 11–0   | Americo Rodolfo Sagania    | DU   | 8              | Abr 30, 2009       | Estadio Luna Park, Buenos Aires, Distrito Federal                 |                                                         |
| 10 | V   | 10–0   | Elvio Matias Figueroa      | KO   | 6 (6)          | Mar 20, 2009       | Ce.De.M. N° 2, Caseros, Buenos Aires                              |                                                         |
| 9 | V   | 9–0    | Alejandro Gabriel Boatto   | TKO  | 2 (6)          | Dic 20, 2008       | Club Ciclista Juninense, Junín, Buenos Aires                      |                                                         |
| 8 | V   | 8–0    | Jonathan Emanuel Arias     | TKO  | 2 (6)          | Ago 22, 2008       | Estadio Socios Fundadores, Comodoro Rivadavia, Chubut             |                                                         |
| 7 | V   | 7–0    | Raul Gutiérrez Sánchez     | TKO  | 5 (6), 0:01    | Jun 20, 2008       | Parque Central, Neuquén, Neuquén                                  |                                                         |
| 6 | V   | 6–0    | Fabian Leonardo Velardes   | TKO  | 5 (6)          | Abr 12, 2008       | Club Sarmiento, Pigüé, Buenos Aires                               |                                                         |
| 5 | V   | 5–0    | Osvaldo Leonardo Acuna     | TKO  | 4 (4), 0:56    | Feb 29, 2008       | Parque Prado Español, Ascensión, Buenos Aires                     |                                                         |
| 4 | V   | 4–0    | Claudio Alberto Solis      | TKO  | 1 (4)          | Nov 2, 2007        | Rojas, Buenos Aires                                               |                                                         |
| 3 | V   | 3–0    | Ángel Germán Ilundain      | DU   | 4              | Ago 3, 2007        | Club Atlanta, Vedia, Buenos Aires                                 |                                                         |
| 2 | V   | 2–0    | Marcos Alejandro Monzon    | DU   | 4              | Jun 2, 2007        | Club Ciclista Juninense, Junín, Buenos Aires                      |                                                         |
| 1 | V   | 1–0    | Ceferino Juan Jose Coronel | DU   | 4              | Abr 7, 2007        | Buenos Aires                                                      | Debut profesional                                       |